# Procladius scapularis
Procladius scapularis är en tvåvingeart som beskrevs av Jean-Jacques Kieffer 1924. Procladius scapularis ingår i släktet Procladius och familjen fjädermyggor.
Artens utbredningsområde är Tyskland. Inga underarter finns listade i Catalogue of Life.